# منطقه مییون
منطقه مییون (به چینی: 密云区، به پین‌یین: Mìyún Qū) یک منطقهٔ شهرداری تابع شهر پکن، پایتخت  جمهوری خلق چین است.

## خصوصیات
منطقه مییون ۲٬۲۲۷ کیلومترمربع مساحت و ۴۶۰٬۸۰۰ نفر جمعیت دارد.